# Млада Болеслав (футбольний клуб)
«Мла́да Бо́леслав» (чеськ. Mladá Boleslav) — чеський футбольний клуб із однойменного міста, заснований 1902 року. Виступає у найвищому дивізіоні Чехії.

## Історія
Сезон 2023–24 року відзначився рекордом, у 12-му турі була зафіксована найбільша кількість голів в одній грі в історії першої ліги Чехії в матчі «Злін» – «Млада Болеслав», який завершився з рахунком 5–9 на користь гостей.
У сезоні 2024–25 року гравець «Млада Болеслав» Марек Матейовський став найстаршим бомбардиром ліги у віці 42 років, 11 місяців і 18 днів, забивши хет-трик у 18-му турі в матчі проти клубу «Градець-Кралове».

## Досягнення
- Кубок Чехії
  -  Володар (2): 2010–11, 2015-16.

- 2-га ліга Чехії
  -  Переможець (1): 2003–04.

- Ліга Богемії (3-тя ліга)
  -  Переможець (1): 1997–98.

## Виступи в єврокубках
| Сезон   | Змагання            | Раунд   | Суперник          | Вдома | В гостях | В сукупності |
| ------- | ------------------- | ------- | ----------------- | ----- | -------- | ------------ |
| 2006–07 | Ліга чемпіонів УЄФА | 2К      | Волеренга         | 3–1   | 2–2      | 5–3          |
| 2006–07 | Ліга чемпіонів УЄФА | 3К      | Галатасарай       | 1–1   | 2–5      | 3–6          |
| 2006–07 | Кубок УЄФА          | 1Р      | Марсель           | 4–2   | 0–1      | 4–3          |
| 2006–07 | Кубок УЄФА          | Група G | Панатінаїкос      | 0–1   |          | 5-те         |
| 2006–07 | Кубок УЄФА          | Група G | Рапід             |       | 1–1      | 5-те         |
| 2006–07 | Кубок УЄФА          | Група G | ПСЖ               | 0–0   |          | 5-те         |
| 2006–07 | Кубок УЄФА          | Група G | Хапоель Тель-Авів |       | 1–1      | 5-те         |
| 2007–08 | Кубок УЄФА          | 1Р      | Палермо           | 0–1   | 1–0      | 1–1 (4–2 п)  |
| 2007–08 | Кубок УЄФА          | Група C | Вільярреал        | 1–2   |          | 4-е          |
| 2007–08 | Кубок УЄФА          | Група C | Ельфсборг         |       | 3–1      | 4-е          |
| 2007–08 | Кубок УЄФА          | Група C | АЕК Афіни         | 0–1   |          | 4-е          |
| 2007–08 | Кубок УЄФА          | Група C | Фіорентіна        |       | 1–2      | 4-е          |
| 2011–12 | Ліга Європи         | 3К      | АЕК Ларнака       | 2–2   | 0–3      | 2–5          |
| 2012–13 | Ліга Європи         | 2К      | Тор               | 3–0   | 1–0      | 4–0          |
| 2012–13 | Ліга Європи         | 3К      | Твенте            | 0–2   | 0–2      | 0–4          |
| 2014–15 | Ліга Європи         | 2К      | Широкі Брієг      | 2–1   | 4–0      | 6–1          |
| 2014–15 | Ліга Європи         | 3К      | Ліон              | 1–4   | 1–2      | 2–6          |
| 2015–16 | Ліга Європи         | 2К      | Стремсгодсет      | 1–2   | 1–0      | 2–2 (г.г.)   |
| 2016–17 | Ліга Європи         | 3К      | Шкендія           | 1–0   | 0–2      | 1–2          |
| 2017–18 | Ліга Європи         | 2К      | Шемрок Роверс     | 2–0   | 3–2      | 5–2          |
| 2017–18 | Ліга Європи         | 3К      | Скендербеу        | 2–1   | 1–2      | 3–3 (2–4 п)  |
| 2019–20 | Ліга Європи         | 2К      | Ордабаси          | 1–1   | 3–2      | 4–3          |
| 2019–20 | Ліга Європи         | 3К      | Стяуа             | 0–1   | 0–0      | 0–1          |

Примітки
- 2К: Другий кваліфікаційний раунд
- 3К: Третій кваліфікаційний раунд
- ПО: Раунд плей-оф